# 極樂院櫻子
極樂院櫻子（極楽院 櫻子），日本女性漫畫家。自1985年開始進行同人創作，BL作品多以名義發表。

## 作品

### 連載中
- 天才麻將少女 re：KING'S TILE DRAW-擔任作畫，原文名。連載於史克威爾艾尼克斯旗下的《GANGAN ONLINE》2020年-連載中。
- 千萬社異世界通商部-原文名，連載於史克威爾艾尼克斯旗下的《月刊少年GANGAN》 2023年-連載中

### 完結
極樂院櫻子名義
- 詠歌女神-全3冊，原文名，2018年至2020年連載於史克威爾艾尼克斯旗下的《月刊少年GANGAN》。
- 鶺鴒女神 她不在的365天-原文名，2017年至2018年連載於史克威爾艾尼克斯旗下的《YOUNG GANGAN》。鶺鴒女神的後日談作品，完結後以鶺鴒女神第19卷的名義發行單行本。
- 鶺鴒女神-全18冊，原文名。2004年至2015年連載於史克威爾艾尼克斯旗下的《YOUNG GANGAN》
- ブレイブスター☆ロマンティクス-全3冊，2015年至2017年連載於史克威爾艾尼克斯旗下的《YOUNG GANGAN》。
- 廻生のカリカチュア-負責原案、設定、分鏡。全2冊，2015年至2016年連載於史克威爾艾尼克斯旗下的《月刊少年GANGAN》 。
- RETURNERS~赫之奇還者~-全2冊、原文名，2010年至2013年連載於集英社旗下的《月刊ヤングジャンプ》，為單冊作品『リターナーズ 〜奇還者〜』（刊載於『月刊ヤングジャンプ』2009年8・9月號）的連載化。
- 魔物特搜員-全4冊，原文名。2002年至2009年連載於幻冬社旗下的《月刊Birz》
- 水瓶戰記 獵戶座少年-全5冊，原文名。同名集換式卡牌遊戲的衍生作品，2001年至2003年連載於連載於艾尼克斯旗下的《月刊Stencil》
- 邪神王黑魔獸-全2冊、原文名，1997年出版。

名義
- 《成人開發室》全1冊
- 《愛情塗鴉》全1冊
- 《纖細的戀情》(Sensitive Pornograph)，2004年改編成OVA，由兩個獨立故事組成：纖細的愛情和屋子裡的小白兔。

## 外部連結
- （日語）http://sumire.sakura.ne.jp/~heaven/ （页面存档备份，存于） - 公式網站
- （日語）
- 博客來網路書店 - 目前您搜尋的關鍵字為：極樂院櫻子 （页面存档备份，存于）